# Tarzan (1999)
Tarzan ist der 37. abendfüllende Zeichentrickfilm der Walt Disney Studios und erschien im Jahr 1999. Er beruht auf dem Roman Tarzan bei den Affen (engl. Tarzan of the Apes) von Edgar Rice Burroughs aus dem Jahre 1912 und ist bis jetzt die einzige abendfüllende, animierte Version des Stoffes über den „Herrn des Dschungels“. Der Film war ein kommerzieller Erfolg, er spielte in den USA über 171 Millionen Dollar ein und wurde in Deutschland von über 5,6 Millionen Zuschauern gesehen.

## Handlung
Vor der Küste von Afrika retten sich ein Mann (Vater von Tarzan), seine Frau (Mutter von Tarzan) und ihr Baby (Tarzan) von einem brennenden Schiff. Sie stranden und bauen sich auf afrikanischem Boden ein Baumhaus, um zu überleben.
Währenddessen verlieren die Gorillas, der Silberrücken Kerchak und Kala ihren einzigen Sohn an eine Leopardin namens Sabor, die das Affenbaby tötet. Als sie sich daraufhin nach einem anderen Revier umsehen, hört Kala das Schreien des Menschenbabys und folgt der Stimme bis zum Baumhaus. Sie erkundet es und entdeckt, dass alles durchwühlt ist und die Eltern des Babys tot in der Ecke liegen, offensichtlich auch von dem Leoparden umgebracht. Kala stößt schließlich auf das Baby, das unter einem Tuch verborgen war, und adoptiert es. Plötzlich wird sie von Sabor, die sich auf dem Dach versteckt hatte, angegriffen, kann sie aber dennoch abhängen, als die Leopardin nach einem Kampf mit dem Fuß am Baum hängt. Kala bringt das Baby zu den anderen Affen, obwohl Kerchak dagegen ist. Die Affen kennen keine Menschen und Kerchak sieht in dem fremdartigen Kind eine Gefahr und will offensichtlich nach dem Verlust des eigenen Sohnes keine Kinder mehr. Kala setzt sich jedoch durch und behält den Jungen. Sie nennt das Kind schließlich "Tarzan".
Fünf Jahre später versucht sich der inzwischen herangereifte Tarzan den Affen anzupassen, denn aufgrund seines Aussehens fühlt er sich als Außenseiter. Durch eine Mutprobe, die das Gorillamädchen Terk sich eigentlich nur ausgedacht hatte, um ihn davon abzuhalten, sich ihr und ihren Freunden anzuschließen, löst er versehentlich eine Elefanten-Stampede aus, die durch das Revier der Gorillas kracht. Kerchak ist wütend und sagt Kala, dass Tarzan nie einer von ihnen sein wird. Tarzan ist traurig, doch Kala muntert ihn auf und zeigt ihm, wie ähnlich sie sich sind und dass Kerchak das einfach nicht einsehen will. Er findet auch im Gorillamädchen Terk (eigentlich Terkina) und dem Elefantenjungen Tantor, einem Hypochonder, seine besten Freunde.
Wieder einige Jahre später wird der erwachsene Tarzan von der Leopardin Sabor angegriffen, verteidigt sich und tötet sie mit einer Speerspitze. Da Tarzan den Mörder von Kerchaks Kind tötete, gewinnt er den Respekt des Affenhäuptlings. Die Affen werden in ihrer Freude über diese Entwicklung unterbrochen, als aus der Ferne ein Gewehrschuss zu hören ist. Tarzan geht dem Geräusch auf den Grund und entdeckt drei Menschen. Es sind der Affenforscher Professor Archimedes Porter, seine Tochter Jane und ihr Jagdführer Clayton. Tarzan findet Interesse an Jane und kommt in die Verlegenheit, sie vor einigen wütenden Pavianen zu retten. Er versucht sich mit ihr zu verständigen, doch er kann sich nur in der Sprache der Affen unterhalten. Jane kehrt schließlich in das Camp zurück und findet es verwüstet vor. Tarzans Freunde hatten alles auf den Kopf gestellt, und Tarzan versucht, Jane klarzumachen, dass Affen nun mal so sind. Kerchak erscheint und baut sich drohend vor Jane auf, greift sie aber nicht an, sondern verschwindet mit seiner Familie wieder im Dschungel. 
Tarzan folgt ihnen. Kerchak fordert Tarzan auf, seine Familie zu beschützen und alle von den Menschen fernzuhalten. Tarzan ist wütend auf Kala, weil sie ihm nicht gesagt hat, dass es noch andere wie ihn gibt.
Nach einiger Zeit kann es Tarzan vor Neugierde nicht mehr aushalten und sucht das Lager erneut auf. Diesmal wird er dem Professor und Clayton vorgestellt. Mit vereinten Kräften bringen sie Tarzan ein wenig Englisch bei und fragen ihn, wo sich die Gorillas aufhalten. Tarzan weigert sich zunächst, sie dorthin zu führen. Doch dann kommt das Schiff, das die Gruppe zurück nach England bringen soll, an. Tarzan erreicht das Lager, als die Crew schon die Sachen verstaut. Clayton erklärt Tarzan, dass Jane bei ihm bleibt, wenn sie die Gorillas sieht. 
Tarzan führt Jane, den Professor und Clayton zu Kala, während Terk und Tantor Kerchak ablenken.
Kala ist zunächst erschreckt, fasst dann aber Vertrauen zu den Menschen. Nach und nach kommen immer mehr Gorillas aus ihren Verstecken und beschäftigen sich mit den Menschen. 
Doch mit einem Mal erscheint Kerchak und greift die Eindringlinge an. Tarzan ringt Kerchak nieder, während Jane, der Professor und Clayton fliehen. Tarzan realisiert, was er getan hat und flieht verwirrt.
Kala zeigt ihm das Baumhaus, in dem sie ihn einst gefunden hatte, und Tarzan entdeckt ein Bild von sich und seinen Eltern. Nun wissend, wohin er gehört, zieht Tarzan den alten Anzug seines Vaters an und schließt sich Jane, die ihn mehr und mehr betört, Prof. Porter und Clayton an.
Sie gehen an Bord eines Schiffes, wo sie die Crew von Piraten gefangen vorfinden. Es sind Claytons Leute, und er enthüllt, dass er die Gorillas einfangen und in Europa verkaufen will. Er sperrt Tarzan, Jane und Porter in den Frachtraum des Schiffes und geht zurück an Land. Doch Tarzan und die anderen beiden haben Glück, denn sie werden von Terk und Tantor gerettet, und allesamt brechen sie auf, um Clayton zu stoppen.
Als sie ihn endlich finden, befindet er sich bereits im Gefecht mit den Gorillas. Clayton verwundet Tarzan mit einem Gewehrschuss an der Schulter. Kerchak stellt sich zwischen den am Boden liegenden Tarzan und Clayton. Clayton schießt und trifft Kerchak tödlich. Während Jane, Prof. Porter, Tantor und Terk die Gorillas befreien und Claytons Handlanger einsperren, kämpfen Tarzan und Clayton zwischen den Bäumen. Tarzan wirft einige Kletterpflanzen auf ihn, woraufhin er sich verheddert. Rasend vor Wut beginnt er sich mit seiner Machete zu befreien. Tarzan bemerkt, dass sich eine Schlingpflanze gefährlich um Claytons Nacken gewunden hat. Er versucht noch, ihn zu warnen, doch es ist zu spät: Mit einem kräftigen Schlag durchtrennt der Jäger die vorletzte Schlingpflanze, stürzt ab und erhängt sich selbst an der letzten. Nach diesem Drama sieht Tarzan nach dem sterbenden Kerchak. Dieser entschuldigt sich bei Tarzan, bevor er stirbt, dass er ihm nie vertraute und macht ihn zum Anführer der Gorillas.
Tarzan verabschiedet sich von Jane und Professor Porter, als die beiden wieder an Bord des Schiffes gehen wollen, doch Jane entscheidet sich kurzfristig dafür, bei ihm zu bleiben, da sie erkannt hat, dass sie Tarzan liebt. Schließlich bleibt auch Porter und Tarzan gliedert die beiden in die Affengesellschaft ein.

## Produktion
Als Vorlage für den jungen Tarzan stand Alex D. Linz Model, der die Figur auch synchronisierte.

### „Deep Canvas“
Um die 3D-Hintergründe mit nie gesehener Bildtiefe zu realisieren, arbeitete das Tarzan-Produktionsteam mit der neuen, eigens für den Film erstellten 3D-Mal- und Render-Software „Deep Canvas“ („Tiefe Leinwand“). Diese Technik erlaubt es Künstlern, CGI-Hintergründe zu erstellen, die wie herkömmliche Zeichnungen aussehen. Für diese Entwicklung bekamen die Entwickler von „Deep Canvas“ im Jahr 2003 von der „Academy of Motion Picture Arts and Sciences“ einen Spezial-Oscar für Technische Entwicklung überreicht.
Nach „Tarzan“ wurde „Deep Canvas“ benutzt, um 75 Prozent der Umgebungen von Disneys nächstem abendfüllenden Spielfilm, Der Schatzplanet, zu erstellen. Da die Ergebnisse aber weniger liebevoll als seine Vorgänger gestaltet waren und alles sehr scharf gezeichnet war, entschied man sich bei den nächsten Filmen wieder für die herkömmliche Zeichenmethode, da sich die früheren Filme auch ohne High-Tech bewährt hatten.
„Deep Canvas“ verschwand mehr oder weniger in der Versenkung und wurde seitdem in keinem anderen Film mehr benutzt, vor allem auch, weil „Deep Canvas“ Arbeitsprozesse, die man auch mit anderen Render-Programmen angehen konnte, nur verlangsamte. Eine erweiterte Version von „Deep Canvas“ sollte ursprünglich in „Angel and Her No Good Sister“, einem geplanten animierten Disney-Film, verwendet werden, aber seit das Projekt abgesagt ist, wurde die Technologie nicht mehr eingesetzt.

### Unterschiede zum Buch
- Disney fügte der ursprünglichen Romanvorlage Tarzan bei den Affen einige neue Charaktere hinzu. So wurden unter anderem Tarzans vorlaute Affenfreundin Terk, sein Elefantenfreund Tantor und die Leopardin Sabor hinzugefügt, um wie in jedem Disneyfilm identifizierungsfähige Charaktere zu schaffen. Die beiden letzteren Charaktere kommen zwar auch im Buch vor, spielen aber eine unwichtige Rolle.
- Die Großen Menschenaffen, die Edgar Rice Burroughs in seinen Büchern beschreibt, werden im Film zu Gorillas. In den Büchern werden sie nur als gorillaähnliche Spezies beschrieben.
- Anders als in den Romanen muss sich Tarzan mit dem Leoparden schlagen, um in der Affengesellschaft vollends akzeptiert zu werden. Der Leopard erinnert im Film zwar eher an einen Jaguar, aber da die Szenerie in Afrika angelegt ist und Jaguare in Süd- und Mittelamerika beheimatet sind, kann man davon ausgehen, dass es kein Jaguar ist.
- Im Gegensatz zum Film entdeckt der kleine Tarzan das Haus seiner Eltern bereits im Kindesalter und nicht erst als Erwachsener.
- Tarzan bringt sich im Buch selbst Lesen und Schreiben bei. Im Film wird es ihm von Jane und Professor Porter beigebracht.
- Im Film hat Clayton nichts mit Tarzans Familie zu tun. Im Buch ist er jedoch Tarzans Cousin und bringt die Familie überhaupt erst in die missliche Lage.
- Im Buch werden die Eltern von Tarzan in Afrika während einer Meuterei ausgesetzt, beziehungsweise im Stich gelassen. Im Film hingegen werden sie durch Schiffbruch zu einem Leben auf der Insel gezwungen.
- Im Buch stirbt Tarzans Mutter eines natürlichen Todes, während Kerchak Tarzans Vater tötet. Kala rettet darauf Tarzan als Säugling vor Kerchak. Im Film dagegen werden Tarzans Eltern von Sabor, der Leopardin getötet.
- Im Buch ist Sabor eine Löwin.
- Der Elefant Tantor ist im Buch kein neurotischer Hypochonder, sondern ein ehrwürdiger, alter Elefant, der von allen anderen Dschungelbewohnern bewundert wird.
- Kommandant D’Arnot, der im Buch eine zentrale Rolle spielt und Tarzan die französische und englische Sprache beibringt und ihm zu seinem Erbe verhilft, kommt im Film nicht vor.
- Die größten Raubtiere, gegen die Tarzan im Buch kämpft, sind Löwen und keine Leoparden. Allerdings entspricht dies mehr der Realität als das Buch (Leoparden halten sich meist im Dschungel auf, während Löwen in den Steppen leben).
- Im Buch ist Tarzans Adoptivvater und der Mann von Kala der Gorilla Tublat, im Film taucht diese Figur gar nicht auf: dort wird die Rolle als Tarzans Adoptivvater von Kerchak übernommen.
- Im Buch wird Kerchak als verhasster Feind von Tarzan dargestellt, den er später während eines Kampfes umbringt. Im Film wird Kerchak von Clayton tödlich verwundet.
- Der im Buch beschriebene Charakter Terkoz ist Tarzans Erzfeind, den er bekämpft und letztendlich auch besiegt. Im Film dagegen wurde die Figur des Affenmädchens Terk als engste Freundin von Tarzan eingeführt.
- Im Buch stammen Jane Porter und ihr Vater aus Maryland, USA. Im Film dagegen stammen sie aus London, England.
- Während Tarzans leibliche Eltern im Buch von Meuterern auf Afrika ausgesetzt werden, verschlägt es sie im Film auf eine nicht näher genannte Insel, die offenbar vor Afrika liegt und anscheinend menschenleer ist.
- Im Buch erkennen die ankommenden Personen mehr und mehr, dass es sich bei Tarzan um den vermissten Lord John Clayton III. von Greystoke handelt. Im Film hingegen können sich die ankommenden Reisenden unter Professor Porter und Jane nicht erklären, wer Tarzan sein soll und woher er kommt.
- Die im Buch beschriebenen Abenteuer mit dem Kannibalenstamm um Häuptling M'Bugutimbwa wurden im Film aus Gründen der political correctness nicht übernommen.
- Im Film erscheint der junge, fünfjährige Tarzan als munteres und abenteuerlustiges, wenn auch wehrloses Kind. Im Buch hingegen ist Tarzan bereits mit fünf Jahren sehr kampferprobt und legt eine Brutalität an den Tag, mit der er sich mühsam gegen die ständigen Attacken von feindlichen Tieren verteidigen muss.
- Im Buch trägt Tarzan erst mit Mitte zwanzig einen Lendenschurz, nachdem er einen Kannibalen getötet hat. Als Kind und Jugendlicher war er komplett nackt (eine Erklärung, wieso er später Kleidung trägt, gibt es in der literarischen Vorlage allerdings nicht). Im Film wurde dies nicht realisiert, zumal es sich hierbei um einen Kinderfilm handeln soll.
- Im Buch wird genau angegeben, wann Tarzan alias Lord John Clayton III. von Greystoke geboren wird: am 22. November 1888. Im Film kann dies nicht präzisiert werden, da Professor Porter von Charles Darwin, Rudyard Kipling und Königin Victoria spricht, die zwar im Zeitraum von 1865 (Geburt Kiplings) bis 1882 (Tod Darwins) gemeinsam lebten, aber Kiplings Roman Das Dschungelbuch, auf das Porter sicherlich anspielt, erst 1894/95 erschien, also zwölf Jahre nach Darwins Tod. Also spielt der Film in einer Zeit, die nur schwer logisch einzuordnen ist.

## Musik
Mit Tarzan setzte Disney auf eine neue Strategie in der Vertonung seiner Filme. Sangen bis dahin meist die Figuren im Film die Lieder, war es in diesem Fall Phil Collins. Für die deutsche Version des Soundtracks sang Collins alle Lieder selbst auf Deutsch ein. Stefan Erz sang die Lieder zuvor auf Deutsch ein, um Collins eine sprachliche Vorlage zu bieten. Das Gleiche war bei den Lokalfassungen in Spanisch, Italienisch und Französisch der Fall; die ungarische Fassung sang Ákos. Die Filmmusik stammt von Mark Mancina.
Die deutsche Version des Soundtracks enthält folgende Titel:
1. Zwei Welten (Two Worlds)
2. Dir gehört mein Herz (You’ll Be in My Heart)
3. So ein Mann (Son Of Man)
4. Krach im Lager (Trashin’ the Camp)
5. Fremde wie ich (Strangers Like Me)
6. Zwei Welten – Reprise (Two Worlds Reprise)
7. You’ll Be In My Heart (Single Version)
8. Trashin’ The Camp (Phil and *NSYNC Version)
9. Strangers Like Me (Top 40 Mix)
10. Son Of Man (Single Version)
11. Two Worlds (Phil Version)
12. Ein wundersamer Ort (A Wonderous Place)
13. Ein Mensch, der sich wie ein Affe bewegt (Moves Like an Ape, Looks Like a Man)
14. Die Gorillas (The Gorillas)
15. Eine Familie (One Family)
16. Zwei Welten – Finale (Two Worlds Finale)

## Deutsche Veröffentlichung
Die deutsche Fassung des Films (84 Minuten Laufzeit auf VHS-Video) wurde an zwölf Stellen um insgesamt 52 Sekunden gekürzt, um eine FSK-Freigabe ohne Altersbeschränkung zu erhalten. Auch bei dem Film Lilo & Stitch (2002) wurde aus diesem Grund die Schere angesetzt. Die Extras des Filmes erhielten die Altersfreigabe FSK 12, sodass die ganze DVD die FSK 12 bekam. Die gekürzten Stellen des Filmes wurden allerdings trotzdem nicht wieder hinzugefügt. Die bisher einzige Möglichkeit den Film ungekürzt auf Deutsch zu sehen war bis zur Veröffentlichung der Blu-Ray die Option Disney Cinemagic aus dem Sky Filmpaket. Die Free-TV-Premiere erfolgte am 30. Januar 2010 auf Sat.1 ebenfalls ungekürzt.
Die Veröffentlichung auf Blu-ray Disc erfolgte am 2. August 2012, erstmals ungekürzt.

## Synchronisation
Die FFS Film- und Fernseh-Synchron übernahm die Synchronisation. Frank Lenart war für Dialogbuch und -regie verantwortlich.
| Rolle         | englischer Sprecher | deutscher Sprecher |
| Tarzan        | Tony Goldwyn        | Jaron Löwenberg    |
| Jane          | Minnie Driver       | Anke Engelke       |
| Terk          | Rosie O’Donnell     | Heike Makatsch     |
| Kala          | Glenn Close         | Eva Mattes         |
| Clayton       | Brian Blessed       | Michael Brennicke  |
| Kerchak       | Lance Henriksen     | Joachim Höppner    |
| Tantor        | Wayne Knight        | Detlev Buck        |
| Archimedes    | Nigel Hawthorne     | Osman Ragheb       |
| Kapitän       | Phil Proctor        | Ivar Combrinck     |
| junger Tarzan | Alex D. Linz        | Max Felder         |
| junger Tantor | Taylor Dempsey      | Tim Schwarzmaier   |

## Kritik
„In überragender Figuren-Animation ist Tarzan erstmals halb Mensch, halb Tier, und seine Auftritte sind die Höhepunkte in einer kindgerechten und farbenprächtigen Umsetzung, die von der Kindheit im Affenrudel bis zum Sieg über einen Wilderer eine einfache Geschichte geradlinig erzählt. Vor allem zu Beginn gibt es so manche Schocksekunde, die den Film nicht unbedingt für allzu kleine Zuschauer geeignet erscheinen lässt.“

Von manchen Kritikern wurde Tarzan als eine abgeänderte Neuverfilmung des Disney-Klassikers Das Dschungelbuch bezeichnet.

## Ehrungen
ASCAP Awards 2000
- Most Performed Songs (Phil Collins)
- „You’ll Be in My Heart“ (Phil Collins)

Oscarverleihung 2000
- Bester Song („You’ll Be in My Heart“)

Saturn Awards 2000
- nominiert für:
  - Bester Fantasyfilm

Annie Awards 1999
- Technischer Fortschritt im Bereich Animation (für „Deep Canvas“)
- nominiert für:
  - Herausragende Leistung in einem animierten Spielfilm
  - Herausragende Charakteranimation (Ken Duncan)
  - Herausragende Charakteranimation (Glen Keane)
  - Herausragende Regie in einem animierten Spielfilm (Kevin Lima, Chris Buck)
  - Herausragende Effektanimation (Peter DeMund)
  - Herausragende Filmmusik in einem animierten Spielfilm (Phil Collins für den Song „Two Worlds“)
  - Herausragendes Produktdesign in einem animierten Spielfilm (Dan St. Pierre)
  - Herausragendes Storyboard für einen animierten Spielfilm (Brian Pimental)
  - Herausragende Sprechleistung in einem animierten Spielfilm (Minnie Driver für ihre Rolle als „Jane“)
  - Herausragendes Drehbuch für einen animierten Spielfilm (Tab Murphy, Bob Tzudiker, Noni White)

BMI Film & TV Awards 2000
- BMI Film Music Award (Mark Mancina)

Goldene Leinwand 1999
Golden Globes 2000
- Bester Song („You’ll Be in My Heart“)

Grammy Awards 2000
- Bestes Soundtrackalbum (Phil Collins, Mark Mancina)
- nominiert für:
  - Bester Song für Film, Fernsehen oder Visuelle Medien („You’ll Be In My Heart“)

Oscarverleihung 2003
- 2003 – Spezial-Oscar für Technischen Fortschritt („Deep Canvas“)

Die Deutsche Film- und Medienbewertung FBW in Wiesbaden verlieh dem Film das Prädikat besonders wertvoll.

## Adaptionen und Fortsetzungen
2001 wurde für den Disney-TV-Kanal Toon der Serienableger Disneys Tarzan produziert. Ihm folgten 2002 Tarzan & Jane und 2005 die Kino-Fortsetzung Tarzan 2, der Tarzans Kindheit beschreibt. Eine Broadway-Umsetzung als Musical wurde 2007 produziert und bis Juli 2007 am Broadway gespielt. Am 19. Oktober 2008 hat das Musical Tarzan in Hamburg Premiere gefeiert. Dabei verkörperte der Schwede Anton Zetterholm Tarzan und die Lübeckerin Elisabeth Hübert Jane. Ab Mai 2010 übernahm Alexander Klaws die Rolle des Tarzan.